# 줄리아 루이드라이퍼스
줄리아 스칼릿 엘리자베스 루이드라이퍼스(영어: Julia Scarlett Elizabeth Louis-Dreyfus, 영어 발음: /ˌluːi ˈdraɪfəs/, 1961년 1월 13일 ~ )는 미국의 배우, 희극인, 제작자이다. 프라임타임 에미상에서 클로리스 리치먼과 함께 역대 최다 수상자 기록을 갖고 있으며(8개), 한 시리즈 내에서 동일 배역 연기로 최다 수상을 한 배우이기도 하다(6개). 또한 미국 배우 조합상 최다 수상자이다(9개). 2010년 할리우드 명예의 거리에 텔레비전 분야로 입성하였으며, 2016년 타임지에서 세계에서 가장 영향력 있는 100인 중 하나로 선정하였다. 2022년 조 바이든 대통령으로부터 국가예술훈장을 받았다.
올랭피크 드 마르세유 구단주를 지낸 기업인 로베르 루이드레퓌스와 칠촌 관계이다.

## 출연 작품

### 영화
- 트롤 (1986)
- 한나와 그 자매들 (1986)
- 크리스마스 대소동 (1989)
- 잭 더 베어 (1993)
- 노스 (1994)
- 파더스 데이 (1997)
- 해리 파괴하기 (1997)
- 이너프 세드 (2013)
- 다운힐 (2020)
- 블랙 위도우 (2021) - 발렌티나 알레그라 드 폰테인 역
- 블랙 팬서: 와칸다 포에버 (2022)
- 유 피플 (2023)
- 썬더볼츠* (2025) - 발렌티나 알레그라 드 폰테인 역

### 애니메이션 영화
- 벅스 라이프 (1998)
- 비행기 (2013)
- 온워드: 단 하루의 기적 (2020) - 로럴 라이트풋 역

### 텔레비전
- 새터데이 나이트 라이브 (1982-85, 2006, 2007, 2016)
- 패밀리 타이즈 (1988)
- 사인펠드 (1990-98)
- 블루스 클루스 (1999)
- 커브 유어 엔수지애즘 (2000-01, 2009)
- 못말리는 패밀리 (2004-05)
- 30 ROCK (2010)
- 부통령이 필요해 (2012-19)
- 팔콘과 윈터 솔져 (2021)

### TV 애니메이션
- 헤이 아놀드! (1997)
- 심슨 가족 (2001-08)
- 티미의 못말리는 수호천사 (2005)